# Senegalia paraensis
Espèce
Synonymes
- Acacia paraensis, Ducke, 1922[3]
- Manganaroa paraensis, Spegazzini, 1923[4]

Senegalia paraensis est une espèce de plantes à fleurs de la famille des Fabaceae,,. C'est un arbre trouvé en Amérique du Sud. 

## Description
C'est un arbre.

## Répartition
Senegalia paraensis est réparti au Brésil et au Pérou.